# Personnages de Twilight
 (janvier 2025).
- Si vous ne connaissez pas le sujet, laissez ce bandeau (vous pouvez alors contacter les auteurs).
- Si vous supprimez le contenu mis en cause (vous pouvez préalablement contacter les auteurs),

argumentez précisément cette suppression dans la page de discussion
(un manque de référence n'est pas un argument ; une recherche réelle de référence doit avoir été effectuée, être formellement documentée).
 (décembre 2011).
Cet article est une liste des personnages de Twilight. Les points les plus importants sur ces personnages sont largement communs aux romans et aux films.

## Famille de Bella Swan

### Bella Swan
Les parents de Bella se sont mariés et l'ont eue à dix-neuf ans. Bella Swan n'est pas bavarde, comme son père. Elle mesure 1,63 mètre. Elle se démarque par sa maladresse, souvent évoquée dans les romans. Elle a le béguin pour le personnage de Roméo dans Roméo et Juliette, connaissant l'œuvre presque par cœur. À partir du second tome, elle a une cicatrice froide au toucher sur la main, là où James l'a mordue à la fin du premier tome.
Aucun pouvoir psychique ne semble fonctionner sur Bella lorsqu'elle est humaine : du moins, pas celui d'Edward, d'Aro ou de Jane. Le pouvoir de Jasper est physique et non psychologique, et Alice a des visions sur les événements, non sur les décisions prises. Or, Jane, Edward et Aro ont des dons psychologiques, qui n'affectent pas Bella. Bella a un pouvoir de « bouclier », c’est-à-dire qu’elle a un pouvoir uniquement défensif.

### Charlie Swan
Charlie Swan et Bella, sa fille, ne sont pas proches : depuis le plus jeune âge, elle passe un mois par an chez lui jusqu'à ses quatorze ans, puis, à la demande de Bella, le mois de vacances est remplacé par deux semaines de vacances annuelles en Californie. Charlie est chef de la police de Forks.
Charlie ne sait cuisiner que quelques plats très basiques, dont les œufs au bacon, ce qui pousse Bella à se porter volontaire pour lui faire à manger pendant la durée de son séjour chez lui. Jeune, il a des cheveux bruns bouclés. En vieillissant, il perd ses cheveux. Sans être pratiquant, il se considère luthérien, ayant grandi dans ce courant religieux.

### Renée Dwyer
La mère de Bella, Renée, aime jouer du piano et possède un piano droit d’occasion. Elle a tenté d’y intéresser Bella, sans succès. Elle est institutrice en école maternelle. Elle n'est pas véritablement religieuse, s'intéressant cependant parfois à différents courants religieux sans y rester longtemps. Renée souffre d'un fort vertige ; dans le troisième tome, elle décide de tester le saut en parachute, se souvenant seulement une fois dans l'avion qu'elle est terrifiée par le vide. Elle s'oppose fermement au mariage des jeunes adultes, s'étant elle-même mariée juste après le lycée et ayant rapidement divorcé de Charlie. Bella a toujours voulu un chien, mais sa mère y est allergique.

### Renesmée
Renesmée Cullen est la fille de Bella Swan et d'Edward Cullen.
Le placenta de Bella est extrêmement solide, autant que la peau d'un vampire, ce qui rend impossible les échographies et la ponction de liquide amniotique. Bella ne peut plus manger de nourriture, vomissant tout ce qu'elle avale, et son organisme rejette également le contenu des perfusions intraveineuses. La grossesse dure au total deux semaines. Elle sait marcher après deux jours, mais son rythme d'évolution ralentit peu à peu. Le cœur de Renesmée bat un peu plus rapidement que celui des humains et sa température est un peu plus élevée. Sa peau est aussi dure que celle des vampires. Elle est tout à fait capable de manger de la nourriture normale, mais préfère largement le sang animal ou humain. Il faut environ sept ans à Nahuel pour être pleinement adulte, et il cesse ensuite de vieillir, probablement définitivement. Il est venimeux, mais ses sœurs ne le sont pas, et Renesmée non plus ; il suppose donc que seuls les hommes peuvent être venimeux.
Renesmée a un pouvoir : elle peut communiquer ses pensées à d'autres personnes en les touchant de la main, un pouvoir à l'exact opposé de celui de son père.

### Marie
Une grand-mère de Bella, nommée Marie, meurt quand elle a douze ans.

## Humains

### Lycéens
Jessica Stanley a cours de maths et d'espagnol avec Bella pendant la première année de lycée. Elle est frêle et mesure moins d'1.63 mètre et a des cheveux bruns bouclés.
Mike Newton est un « garçon au charmant visage poupin et aux cheveux blonds soigneusement gominés en pointes ordonnées ». Dès le début du premier tome, il montre beaucoup d'intérêt pour Bella, la suivant partout et tentant désespérément d'attirer son attention. Il a vécu dix ans en Californie. Dans le deuxième tome, il perd du poids et laisse pousser ses cheveux afin de copier, sans grand succès, le style d'Edward. Le père de Mike Newton tient un magasin de sport et y fournit principalement des randonneurs. La boutique s'appelle Chez Newton. Au Nord de la ville, elle se targue d'être « Le Spécialiste des activités de plein air ». Karen Newton, la mère de Mike, est décrite comme très féminine et à l'opposé de ce qu'on attendrait d'une propriétaire de magasin de sport. 
Jessica s'intéresse à Mike au cours du premier roman, l'invitant au bal de printemps, mais celui-ci refuse ses avances pour demander à Bella à la place. Après avoir été éconduit, il accepte l'invitation de Jessica. Bella découvre ensuite que Mike ne s'est jamais rendu compte qu'il plaisait à Jessica. Lorsqu'elle le lui fait remarquer, il se met en couple avec cette dernière. Au début du deuxième tome, Bella indique que Jessica et lui ont rompu pendant les vacances. Jessica tente alors des aventures, d'abord avec Conner, et une fois avec Éric, qui a pris l'initiative et à qui elle n'a pas eu le courage de refuser de sortir. 
Angela Weber est calme et bavarde peu. À la fin du tome 1, elle sort avec Ben Cheney, dont Bella note qu'il mesure une quinzaine de centimètres de moins que sa petite amie. Angela est perspicace et s'inquiète pour Bella quand celle-ci tombe en dépression. Angela a les cheveux clairs et est habituellement très bien coiffée. Sa mère a de nombreux cousins.
Ben porte des lunettes et a un nez fin. Il aime les comics.
Tyler Crowley perd le contrôle de sa camionnette, manquant d'écraser Bella, un jour de neige. Il la suit ensuite partout en essayant de se racheter. Il vient également la récupérer lors du bal de fin d'année, croyant être son cavalier alors qu'elle n'a jamais accepté son invitation. La mère de Tyler Crowley s'appelle Beth. Lauren Mallory est une amie de Jessica, qui est jalouse envers Bella et généralement désagréable. Elle est blonde et en couple avec Tyler. Dans le deuxième tome, Lauren rase ses longs cheveux blonds. Elle se moque de Bella à son retour de dépression, suivie par Jessica qui est déçue du comportement de son ancien amie.
Eric Yorkie est décrit comme « le prototype du joueur d'échecs excessivement serviable ». Grand, à la peau acnéique, il a les cheveux noirs. Lee Stevens est un étudiant qui s'évanouit après une prise de sang en cours de biologie. Eric est le valedictorian de la promotion de Bella au lycée.
Katie Webber est une élève de seconde, dans la classe du cadet Marks. Katie Marshall prend le poste Bella au magasin d'affaires de sport après sa démission dans le troisième tome.
L'aîné Marks s'appelle Austin. Le cadet donne les motos à Bella dans Tentation.

### Autres humains
Le docteur Gerandy travaille à l'hôpital de Forks. Il s'occupe de Bella quand les Cullen quittent la ville dans Tentation.
John Dowling est le garagiste de Forks. Il est réputé pour ses prix élevés, ce qui encourage les habitants à conduire jusqu'à Port Angeles pour économiser.
Mark est l'adjoint de Charlie à la police municipale de Forks. Le proviseur du lycée s'appelle Greene.
J. Jenks, qui s’appelle en réalité Scotts, est un avocat et faussaire. Il est petit et gros et a environ 55 ans. Il a une peur bleue de Jasper, qui est son interlocuteur habituel pour le clan Cullen.

## Vampires

### Caractéristiques
Stephenie Meyer précise qu'elle a créé son propre type de vampires, s'inspirant des stéréotypes connus, et les modifiant selon les besoins. Du point de vue de l'histoire, c'est parce que les légendes concernant les vampires tels Dracula sont inspirées d'informations en partie erronées sur les véritables vampires. Par exemple, les vampires de cette saga préfèrent ne pas s'exposer au plein soleil, qui les rend reconnaissables. D'où la légende selon laquelle la lumière du jour tue les vampires. Les rumeurs sur l'ail et la croix, fausses également, seraient inventées par les vampires eux-mêmes pour brouiller les pistes. Les vampires de la saga s'apparentent aux Stregoni Benefici italiens. Il est possible que le mythe des Stregoni Benefici soit en réalité basé sur la vie de Carlisle chez les Volturi.
La vulnérabilité des vampires au soleil est un mythe. Au soleil, leur peau « [flamboie] littéralement, comme si des milliers de minuscules diamants y avaient été incrustés ». Ils n'apprécient pas devoir vivre de nuit : les végétariens préfèrent les zones pluvieuses ou peu peuplées afin de se mouvoir relativement librement. Ils ne dorment par ailleurs jamais, et n'ont pas non plus besoin de respirer. Les vampires ont vingt-cinq paires de chromosomes, au lieu des vingt-trois habituellement présentes chez les humains.
La seule façon fiable de les tuer est de les couper en morceaux puis de les brûler. Si on arrache un membre d'un vampire sans le brûler, il se déplace de lui-même vers le reste du corps pour se ressouder. Seul le venin des vampires laisse une cicatrice à d'autres vampires. Un brasier de vampires dégage de la fumée mauve très solide et une lourde odeur d'encens.
Edward explique que le terme de « vampires végétariens » est une blague de la famille Cullen. Les vampires peuvent manger de la nourriture humaine, mais y prennent autant de plaisir qu'un humain à manger de la terre. Les proies carnivores ont un goût plus proche de celui des humains, tandis que les proies herbivores ont très mauvais goût. Les vampires végétariens ont des yeux dorés, tandis que les vampires classiques ont les yeux bordeaux ; dans les deux cas, les yeux sont plus sombres quand ils ont faim et plus colorés quand ils sont fraîchement nourris. Quelques vampires ont un ou une cantante (chanteur ou chanteuse en italien) : les Volturi ont donné ce nom aux humains dont le sang « chante » pour un vampire en particulier, les rendant irrésistibles. Le cas des Cullen et du clan de Denali est très particulier : il est très rare pour un groupe de vampires de vivre en paix. Carlisle suppose que cela est dû à leur régime d'abstinence, qui les rendrait plus civilisés et empathiques. La troisième exception à la règle est celle des Volturi.
Leurs ennemis héréditaires, les Indiens Quileutes, les appellent aussi « sang-froid » et « buveurs de sang ». Au nez des loups-garous, les vampires ont un parfum trop sucré et glacial, qui brûle le nez.  
Les personnages des romans ne savent pas d’où viennent les pouvoirs spéciaux de certains vampires. La seule théorie évoquée est celle de Carlisle, selon laquelle les vampires peuvent amener leurs caractéristiques humaines à leur paroxysme après leur transformation. Les pouvoirs tendant à s'intensifier avec les années : c'est au moins le cas d'Aro et de Jane. 

### Transformation
La transformation se fait à l'aide du venin contenu dans les dents des vampires. Ce venin ne tue pas, mais paralyse la victime en la faisant énormément souffrir. Après quelques jours, la durée dépendant de la dose injectée et de la proximité entre la morsure et le cœur, le cœur de la personne mordue s'arrête de battre et elle est transformée en vampire. Le processus de transformation est extrêmement douloureux. Il a aussi peu de chances d'aboutir : une fois qu'un vampire a commencé à boire du sang, il doit faire un effort extrême pour parvenir à s'arrêter et laisser le venin faire effet.
Les vampires transforment le plus souvent des humains par solitude. Carlisle trouve plus facile de transformer des personnes affaiblies, mais ne transforme que des personnes mourantes parce qu'il « n'imposerait jamais ce choix à qui aurait une autre solution ».
Les vampires nouveau-nés sont incontrôlables, sauvages et presque ingérables. Ils se battent constamment entre eux, forçant les chefs d'armée à en créer en chaîne pour ne pas voir leurs rangs décimés. Les vampires nouveau-nés sont très puissants physiquement et n'ont aucune difficulté à tuer un vampire plus âgé, mais sont incapables de réfléchir, n'écoutant que leur instinct. Les nouveau-nés sont particulièrement puissants parce qu'ils sont gorgés de leur propre sang, qui met environ un an à être entièrement absorbé,. Le sang animal dilue la couleur d'yeux des nouveau-nés plus rapidement que le sang humain.

### Enfants immortels
Les enfants immortels sont des petits enfants transformés en vampires. Ils sont extrêmement attachants, provoquant un amour immédiat quand on les voit. Or, ils restent au stade intellectuel et émotionnel d'enfants, et sont donc incapables de se retenir de tuer des humains lorsqu'ils ont faim. Carlisle les décrit comme « d’adorables gamins de deux ans avec des fossettes et des zozotements, capables de détruire la moitié d’un village par caprice ». Caïus, du clan Volturi, décrète que les enfants immortels ne pouvant pas faire respecter le secret des vampires, doivent être détruits. Or, en raison de leur pouvoir d'amour immédiat, de nombreux vampires sont prêts à se battre jusqu'à la mort pour les sauver, ce qui cause des guerres terribles. Le sujet des enfants immortels est complètement tabou.

### Famille Cullen
Le clan Cullen est le plus grand clan de vampires au monde après celui des Volturi. Le clan de Denali compte cinq membres.
D'après les mythes de la réserve l'arrière-grand-père de Jacob Black aurait lui-même négocié l'accord bannissant les Cullen des terres quileutes. Ces vampires ne s'attaquent pas aux humains : l'aïeul Black conclut donc un traité avec eux, s'engageant à ne pas les chasser tant qu'ils ne s'aventurent pas sur les terres de la réserve. En 1933, Edward se fait passer pour le frère de Carlisle.
Edward Cullen, de son nom humain Edward Anthony Masen jr est un vampire né en 1901 à Chicago. Il possède le pouvoir de lire dans tous les esprits sauf celui  de Bella ce qui reste un mystère pour lui. Le père d'Edward est mort de la première vague de grippe espagnole, et sa mère peu après (lors de la deuxième vague). Juste avant de mourir de la grippe espagnole en 1918, la mère d'Edward, Elizabeth Masen, a demandé au Dr Carlisle Cullen de sauver son fils, atteint de cette même maladie, d'une mort certaine. Carlisle se demande si elle ne connaissait pas sa véritable nature. Il transforme donc Edward alors qu'il agonisait. Ils sont rejoints peu après par Esmée Cullen, également sauvée par Carlisle. Edward considère Carlisle et Esmée comme ses parents adoptifs et ressent pour eux (surtout Carlisle, qui l'a sauvé) un profond respect. Quelques années plus tard, Edward quitte le clan Cullen, reprochant à Carlisle de refréner son appétit et se met à boire du sang humain. Il boit uniquement le sang des violeurs et des meurtriers, mais se sent tout de même coupable de leur avoir arraché une vie sur laquelle il n'avait aucun droit. Finalement, il se montre incapable de vivre très longtemps de cette façon. Il retourne donc auprès de Carlisle et Esmée qui l'accueillent à bras ouvert. En 2006, il fait la connaissance de Bella Swan qui devient par la suite sa femme, et avec qui il eut une fille mi-humaine, mi-vampire, prénommée Renesmée. C'est le vampire le plus rapide de la famille Cullen.
Moins trapu que ses deux frères, il est « long et mince, avec une tignasse désordonnée couleur cuivre ». Il est le seul frère Cullen à ressembler à un lycéen. Edward aime la musique des années cinquante ainsi que la musique classique. Il critique la musique des décennies 1960 et 1970, estimant qu'elle est redevenue « supportable à partir des années quatre-vingt ». Edward naît en 1901 à Chicago ; ses parents sont Elizabeth Masen et Edward Masen Senior et humain, il a les yeux verts. À dix-sept ans, au cours de l'été 1918, Carlisle le trouve mourant de la grippe espagnole. Voyant que l'adolescent est orphelin et sur le point de mourir, il décide de le transformer en vampire. Carlisle affirme avoir fait cela à la demande de la mère d'Edward, alors que son père est déjà mort et qu'elle-même est sur le point de succomber. Elizabeth meurt en insistant pour soigner son fils malade au lieu de se reposer. Elle sombre finalement dans un coma de quelques heures avant de mourir, après avoir ordonné à Carlisle de sauver son fils. Carlisle emmène donc Edward à la morgue, le faisant passer pour mort, et le transforme. Ne sachant pas comment créer un vampire, il décide de le blesser de la même façon que lui-même a été blessé, ce qui rend le processus bien plus long et douloureux que nécessaire.
Carlisle Cullen a 362 ans au début du récit. Il naît à Londres dans les années 1640 et est le fils unique d’un pasteur anglican, sa mère étant morte en couches. Son père persécute violemment les catholiques et se veut chasseur de sorcières et de vampires ; simple humain, il condamne essentiellement des innocents. Carlisle suit la voie de son père, mais trouve un véritable groupe de vampires. En les chassant, à l’âge de 23 ans, il est attaqué par un des vampires affamés. Carlisle parvient à se cacher dans une cave, sachant que son père voudra le tuer ; il en sort trois jours plus tard sous forme de vampire. Il tente alors de se suicider par de nombreux moyens, sans savoir que les vampires sont quasi indestructibles. Après plusieurs mois, ne s'étant jamais nourri, il perd le contrôle quand un troupeau de cerfs passe près de sa cachette. Il se rend compte que leur sang lui rend des forces, et adopte donc ce régime alimentaire. Après deux siècles d'effort, il est presque immunisé contre l'odeur du sang. Il se rend alors au sein du clan Volturi, où il se lie d'amitié avec Aro, Marcus et Caïus, mais les quitte pour les États-Unis en comprenant qu'ils ne respecteront jamais son choix de ne pas faire de mal aux humains. 
Esmée Cullen, épouse de Carlisle. Esmée est décrite comme ressemblant « aux ingénues des films muets d’autrefois ». Elle est plus petite que ses enfants adoptifs et a un visage en forme de coeur et des cheveux bouclés. Elle est transformée en vampire après s'être jetée d'une falaise parce qu'elle a perdu son bébé, âgé de quelques jours. Esmée a trois ans de plus que Carlisle.
Alice Cullen n'a aucun souvenir de sa vie d'avant ni de sa transformation. Ses cheveux sont courts, désordonnés et de couleur brune. Elle apprécie la mode et le shopping, et est toujours prête à rendre service, même quand on ne lui a rien demandé. Alice est petite et mince à l'extrême, . Elle peut voir l'avenir, mais ses visions changent en fonction des décisions et des pensées des gens : elles sont donc imprécises et limitées dans le temps. D'autres visions, comme pour la météo, sont plus fiables. Alice ne peut voir que sa propre espèce : elle voit très bien les vampires, et plutôt bien les humains, l'ayant elle-même été un jour, mais les loups comme les hybrides échappent complètement à son pouvoir. C'est par des visions qu'elle a rencontré Jasper puis la famille Cullen. Le premier souvenir d'Alice est d'ailleurs une vision du visage de Jasper. James compte la traquer, quand elle est enfermée dans un asile où elle a passé sa vie entière, mais un vampire amoureux d'elle la transforme avant qu'elle ne puisse être tuée. Dans l'asile, elle subit des électrochocs en raison des visions qu'elle a déjà sous forme humaine. James, frustré, tue son créateur. Humaine, Alice s'appelle Mary Alice Brandon. Elle a une sœur, Cynthia, dont la fille vit à Biloxi.
Alice découvre que ses pouvoirs ne fonctionnent pas sur les loups-garous, ce qui l'empêche d'avoir des visions si un zoomorphe est impliqué dans l'avenir qu'elle observe. Carlisle suppose qu'Alice ne peut pas voir le futur des loups-garous car leur transformation n'est pas préméditée, ce qui rend tout futur instable. Alice et Edward aiment jouer aux échecs. Presque immobiles, ils jouent presque intégralement dans leur tête : Alice voit à l'avance les choix d'Edward, qui en retour lit ses pensées.
Jasper Hale est plus grand et plus élancé qu'Emmett mais bien bâti et a les cheveux blonds. Il manipule les émotions des personnes physiquement près de lui. Aux yeux humains, les cicatrices de Jasper sont à peine visibles, mais aux yeux des vampires, elles ressortent de façon très visible, y compris sur son cou et sa mâchoire. Le pouvoir de Jasper signifie également qu'il est submergé par les émotions des autres.
Humain, Jasper Whitlock vit à Houston. Il a seize ans quand il intègre l'armée confédérée, en 1861, faisant croire qu'il a vingt ans. Sa carrière militaire est très prometteuse et il devient major avant la bataille de Galveston. Il est chargé d'évacuer les femmes et les enfants à l'arrivée des troupes de l'Union : la colonne arrive à Houston à la tombée de la nuit. Après s'être assuré de la bonne arrivée des femmes et des enfants, il repart pour Galveston. À un kilomètre de la ville, il croise le chemin de trois femmes superbes. Jasper est le plus doué des vampires du clan de Maria et parvient à calmer l'armée grâce à son don, ce qui permet au clan d'atteindre vingt-trois membres, un nombre considérable pour l'époque. Il lui voue une adoration sans limites. Elle donne alors l'ordre d'attaquer Monterrey, sa ville d'origine, qu'elle tient à récupérer. Or, après ce succès, Maria décide de ne pas s'en contenter. Elle conquiert ainsi tout le Texas et le Nord du Mexique en un an et demi. Plusieurs décennies plus tard, Jasper se noue d'amitié avec Peter, un nouveau-né étonnamment civilisé qui parvient à survivre trois ans. Maria leur ordonne de tuer tous les nouveau-nés, et Peter s'y oppose. Il s'enfuit avec l'une d'entre elles, Charlotte, qui vient de dépasser son premier anniversaire, et Jasper choisit de ne pas les poursuivre. À Monterrey, Nettie et Lucy se retournent contre Maria, mais perdent la bataille. Cinq ans plus tard, Peter croise la route de Jasper. Il lui dit que dans le nord des États-Unis, ils ne se sont pas battus une seule fois en cinq ans et ont rencontré d'autres vampires pacifiques. Jasper décide alors de les suivre et voyage avec eux pendant plusieurs années. Cependant, il continue à être malheureux : avec son pouvoir, il ressent toute la douleur et la peur des humains qu'il tue. Il décide alors de ne se nourrir que quand c'est strictement nécessaire. Un jour de tempête dans les années 1960, à Philadelphie, il sort en journée et entre dans un petit restaurant où il rencontre Alice, qui vient directement à lui. Elle lui dit « Tu m'as fait attendre » ; confus, il s'incline et s'excuse. Ils ne se séparent plus jamais. Alice a une vision des Cullen ; le couple arrive en pleine partie de chasse d'Edward et Emmett. Quand Edward revient de chasse, Alice a pris sa chambre et entreposé toutes ses affaires au garage.
Jasper éprouve une forte gratitude envers les Volturi, qui ont fait cesser les guerres de vampires en Amérique centrale et dans le Sud des États-Unis.
Rosalie Hale est « hiératique » et Bella considère qu'elle est du genre de « celles qui font la couverture du numéro spécial maillots de bain de Sports Illustrated, du genre qui amène chaque femme se retrouvant à côté d'elle à douter de sa propre beauté ». Elle a des longs cheveux blonds ondulés. Rosalie déteste Bella au début des romans. En effet, Rosalie est la Cullen qui a le plus de mal à accepter sa condition de vampire. Elle est jalouse de l'humanité de Bella ; en parallèle, elle en veut aux Cullen de lui avoir révélé leur secret. Rosalie est l'experte en mécanique de la famille.
Rosalie a dix-huit ans en 1933 et vit à Rochester. Son père travaille dans une banque et elle a deux petits frères. Sa famille ne souffre pas de la crise financière. Les parents de Rosalie veulent utiliser sa beauté pour se hisser plus haut socialement. Sa meilleure amie s'appelle Vera ; elle s'est mariée à dix-sept ans et a un très beau fils, et elle est très jalouse de cette famille. Royce King est le fils de l'homme le plus riche de la ville, l'employeur du père de Rosalie ; sa mère envoie Rosalie apporter un déjeuner à son père, insistant pour qu'elle se fasse belle. Elle rencontre alors Royce, qui commence à lui faire la cour. Il est beau, plaît à ses parents ; ils se fiancent après deux mois de relation. Une semaine avant le mariage, alors qu'elle est chez Vera, elle rentre chez elle alors qu'il fait déjà nuit. Un groupe d'hommes la hèle, et elle reconnaît son fiancé et ses amis. Il décide de leur montrer comme elle est belle et la déshabille de force ; après être victime d'un viol collectif, elle est laissée pour morte sur le trottoir. Carlisle la découvre à ce moment, à l'agonie, et la transforme en vampire. Edward s'oppose à cette transformation, n'appréciant pas Rosalie et sachant qu'elle sera recherchée. Rosalie n'a tué que sept hommes, les cinq qui l'ont agressée, en finissant par Royce, et deux gardes du corps de ce dernier.
Emmett Cullen a les cheveux sombres et ondulés et est « musclé comme un type qui soulève de la fonte avec acharnement ». Carlisle a en partie transformé Rosalie en espérant qu'elle serait la compagne d'Edward. Or, ils ne tombent jamais amoureux. Après deux ans, elle rencontre Emmett, au bord de la mort après avoir été attaqué par un ours. Rosalie reconnaît en Emmett les traits du fils de Vera : c'est pour cette raison qu'elle leramène à Carlisle pour qu'il le transforme,. Rosalie et Emmett s'éloignent régulièrement du reste de leur famille pour vivre en couple ; à chaque fois qu'ils vivent au sein de la famille Cullen en se faisant passer pour des adolescents, ils fêtent à nouveau leur mariage. Emmett s'amuse du choix d'Edward d'être amoureux d'une humaine, sans le critiquer. Il tente par ailleurs de raisonner Rosalie. Il s'entend par ailleurs très bien avec Bella, trouvant sa maladresse hilarante. Il possède une Jeep rouge immense, dont les phares sont protégés par des grilles et décorée de quatre projecteurs fixés sur le pare-chocs en acier renforcé. L'anniversaire d'Emmett, en 1935, est le dernier anniversaire que la famille Cullen a célébré avant les dix-huit ans de Bella.

### Clan des Volturi
La famille Volturi vit en Italie. Il s'agit d'un clan très ancien et très puissant, qu'Edward compare à une famille royale. Carlisle vit avec eux brièvement avant de se rendre aux États-Unis.
Les Volturi interviennent régulièrement pour arrêter les épidémies de transformations, comme l'armée des nouveau-nés de Seattle dans le troisième tome. Quelques années avant les événements des romans, ils interviennent à Atlanta pour une affaire d'envergure beaucoup plus limitée.

#### Fondateurs
Aro, Marcus et Caïus sont qualifiés de « ténébreux protecteurs des arts ». Fondateurs du clan Volturi, tous trois sont âgés de plus de 3 000 ans. Deux femmes se joignent à eux, fondant un clan de cinq membres entouré d'une large garde. Tous sont installés à Volterra depuis leurs débuts lors de l'époque étrusque. Alice évoque qu'aux dernières nouvelles, la garde inclut neuf membres permanents, dont la plupart ont des dons : ils sont même choisis sur ce critère. Le rôle des Volturi est de faire respecter les lois des vampires, et surtout une loi principale, qui est de garder l'existence de l'espèce secrète.
Aro a des longs cheveux noirs et une démarche très gracieuse. Son teint est translucide, rappelant une peau d'oignon, et ses yeux rouges sont voilés, d'une couleur presque laiteuse. Son pouvoir est qu'au contact de quelqu'un, il lit tout ce qui a jamais touché l'esprit d'une personne. Il envie cependant le pouvoir d'Edward, plus limité mais fonctionnant à distance. Il affirme être ravi des succès de Carlisle dans l'abstinence, bien que surpris. Aro est propriétaire des joyaux de la couronne cédés par Jean sans Terre au XIIIe siècle ; il les offre à Bella en cadeau de mariage. Renata est la garde du corps d’Aro, dotée d’un pouvoir de bouclier très puissant : elle fait perdre tous ses moyens à toute personne qui voudrait s’en prendre physiquement à elle ou à la personne qu’elle touche de la main. Par exemple, il emprunte une direction tout autre que celle qu’il avait arrêtée au départ, l’esprit si confus qu’il ne sait plus quelles raisons l’ont poussé à se déplacer.
Marcus a les mêmes cheveux noirs qu'Aro. Comme les autres chefs des Volturi, il a la peau extrêmement pâle et fine. Il a le pouvoir de détecter les relations.
Caïus a des longs cheveux blanc neige, de la même couleur que sa peau translucide.

### Garde permanente
Alec et Jane sont les deux membres les plus redoutables de la garde Volturi, tandis que les membres avec des pouvoirs défensifs sont très rarement impliqués. Alec a le pouvoir d’anesthésier complètement les personnes qu’il vise avec son pouvoir, les empêchant de fuir ou de réagir lorsqu’ils sont condamnés à mort puis détruits. Son pouvoir s’applique à des zones plutôt qu’à une seule personne, contrairement au pouvoir de Jane. Jane est décrite comme aussi menue qu'Alice, aux cheveux châtain coupés court et au corps fluet et androgyne, aux lèvres pleines et aux yeux immenses. Bella la prend d'abord pour un garçon.. Elle a le pouvoir de causer de la douleur à distance, par un simple regard. Alec est décrit comme pouvant être le jumeau de Jane, aux cheveux plus sombres et aux lèvres plus fines.
Chelsea est une membre du clan Volturi, dont le pouvoir est d’influencer les liens affectifs des autres. Elle sape la solidarité des clans ennemis et renforce les relations au sein du clan.
Heidi est aussi belle que Rosalie. Elle a des longs cheveux acajou épais et a les yeux violets, portant des lentilles de contact au-dessus de ses prunelles rouges. Elle est chargée de rameuter des touristes qui servent de nourriture au clan.
Démétri a les cheveux longs et le teint méditerranéen. Démétri est un traqueur d'exception. Il sent l'esprit d'une personne et en attrape l'essence, ce qui lui permet de la retrouver dans le monde entier. Ce don étant de nature psychologique, il ne fonctionne pas sur Bella.
Félix est de type olivâtre, aux cheveux noirs coupés ras. Il fait partie de la garde mais n’a pas de don.

### Autres membres
Gianna est réceptionniste des Volturi : bien que consciente de ce qu'ils sont, elle les sert dans l'espoir d'être transformée en vampire,. 
- Afton : Le compagnon de Chelsea. Il a été intégré dans la Garde grâce à elle. Son don lui permet de se rendre invisible pour quelques secondes.
- Corin : Garde personnelle des femmes. Elle a le don de faire croire à quiconque que son sort est enviable.
- Gianna : Secrétaire humaine des Volturi. Elle était au courant de leurs secrets et espérait les rejoindre. Malheureusement pour elle, les Volturi ont préféré son sang à ses talents.
- Valentina : Nouvelle secrétaire humaine des Volturi après la mort de Gianna. Tout comme sa prédécesseuse, elle espérait les rejoindre. Elle a présenté l'annonce du mariage de Bella et Edward. Malheureusement pour elle, suivant la remarque de Caïus, Aro ordonne à Démétri de la tuer, parce qu'elle a interrompu leur repas.
- Bianca : Nouvelle secrétaire humaine des Volturi après la mort de Valentina. Tout comme ses prédécesseuses, elle espérait les rejoindre. Elle apporte une lettre de Carlisle annonçant la transformation de Bella en vampire et qu'elle a rejoint le clan Olympic. Malheureusement pour elle, à cause de sa faute d'orthographe, ayant écrit "Carlile" et non "Carlisle", Aro a ordonné à Démétri et Félix de la tuer.
- Santiago : Santiago n'a pas de don comme Félix et est un exécuteur. Il a une grande force.

### Clan de Denali
Le clan de Denali est un clan de vampires abstinents proches des Cullen, vivent près du Denali, en Alaska. Edward leur rend visite lorsque Bella arrive à Forks, ayant besoin de s'éloigner d'elle.
Tanya, la cheffe du clan, a les cheveux blond vénitien. Carmen a les cheveux bruns et devait avoir le teint mat avant sa transformation. 
Tanya a exprimé un intérêt amoureux pour Edward, qui l'a repoussée.
La mère de Tanya a créé Tanya, Kate et Irina. Elle a également créé un enfant immortel très longtemps avant la naissance de Carlisle, qui s'est transformé en vampire au dix-septième siècle. Apprenant cela, les Volturi se rendent sur place pour la détruire, ainsi que l'enfant. Aro lit les pensées des trois sœurs et constate leur innocence, leur mère leur ayant caché l'existence de l'enfant : il décide donc de les épargner.
Kate a le pouvoir de provoquer des décharges électriques via sa peau. Le pouvoir commence par n'affecter que ses mains, mais elle s’entraîne jusqu’à permettre toute sa peau d’envoyer des décharges. Elle a des longs cheveux blond clair et très raides. 
Eleazar a fait partie du clan Volturi. Il est convaincu d’avoir œuvré pour le bien quand il était chez eux et ne regrette pas son expérience ; il a quitté les Volturi en rencontrant Carmen, puis a intégré le clan de Denali, où il est devenu abstinent. Son don est de percevoir les dons des autres vampires à proximité, ainsi que de certains humains au potentiel très élevé. Eleazar a les cheveux bruns et devait avoir le teint mat avant sa transformation.

### Nomades d'Amérique du Nord
Dans le premier tome, les Cullen croisent le chemin d'un groupe de trois nomades, James, Victoria et Laurent. Le chef est James, un vampire aux traits quelconques et aux cheveux châtains ; Victoria est sa compagne et Laurent les a rejoints récemment. Laurent s'intéresse au mode de vie végétarien et est cordial envers les Cullen, mais James décide d'attaquer Bella, mettant à mal toute tentative d'amitié. Victoria a des cheveux d'un rouge éclatant. Laurent a le teint olive et les cheveux noirs ; il est de taille moyenne et très musclé, et Bella le considère comme le plus beau des trois vampires. Les deux hommes ont les cheveux coupés ras. Voyant le comportement de James, Laurent présente ses excuses auprès des Cullen et annonce compter partir visiter le clan de Denali. Dans le deuxième tome, Laurent affirme qu'il apprécie beaucoup Tanya et Anna, du clan de Denali, mais qu'il ne parvient pas à se plier aux restrictions alimentaires des vampires végétariens et les a donc quittées ; il est ensuite tué par les loups-garous. Victoria a pour don de pouvoir s'enfuir de toute situation difficile ; elle est seulement vaincue par Seth et Edward parce que ce dernier la manipule pour qu'elle reste et les combatte.
Au début du vingtième siècle, Jasper se noue d'amitié avec Peter au sein du clan de Monterrey. Maria leur ordonne de tuer tous les nouveau-nés, et Peter s'y oppose. Il s'enfuit avec l'une d'entre elles, Charlotte, qui vient de dépasser son premier anniversaire, et Jasper choisit de ne pas les poursuivre. Jasper les rejoint dans le Nord des États-Unis pendant un certain temps.
Riley est un adolescent blond, grand et musclé, et le second de Victoria. Il est amoureux d'elle, ce dont elle se sert pour lui faire diriger l'armée des nouveau-nés. 
Mary et Randall sont des nomades américains. 
Garrett est un grand vampire aux longs cheveux blonds. Aventurier, il aime se mettre à l’épreuve : il veut adopter le régime végétarien du clan de Denali par curiosité et tombe amoureux de Kate. 

### Vampires d’Amérique centrale
Les vampires d'Amérique centrale et du Sud des États-Unis forment des clans, en guerre depuis plusieurs siècles. Les immortels n'y sortent que la nuit et passent leurs journées à anticiper des attaques, cherchant à conquérir les régions les plus peuplées.
La stratégie guerrière la plus efficace est créée par un vampire nommé Benito, qui se fait connaître après avoir conquis Dallas, Houston et Monterrey. Sa tactique consiste à créer de nombreux nouveau-nés. Les vampires du Sud du Mexique comprennent qu'il va les chasser et créent leurs propres armées, lançant des siècles de guerres terribles au sein des rangs vampiriques. L'intégralité de la garde des Volturi finit par se rendre à Puebla, où Benito est caché le temps de se préparer à attaquer Mexico. Les Volturi le tuent, puis s'attaquent à l'ensemble des vampires de la région.
La fillette brune est visiblement latina, mais a le teint extrêmement pâle. Les trois vampires sont encore trop jeunes Modèle:Pas Clair. Les deux autres sont blondes. La petite brune est Maria, la cheffe de leur clan. Nettie est la vampire aux cheveux les plus clairs du trio. Lucy est la plus grande des trois. Elles se connaissent depuis longtemps, mais sont les trois seules rescapées d'une bataille à peine perdue. Maria décide de les regrouper pour se venger et récupérer leur territoire. À Monterrey, Nettie et Lucy se retournent contre Maria, mais perdent la bataille.

### Vampires d’Amérique du Sud
Les Amazones ont des longues tresses noires et sont très grandes. Elles s’habillent de vestes et de pantalons en cuir et de peaux de bêtes et Bella considère qu’elle n’a jamais rencontré des vampires aussi peu civilisés qu’elles.
Senna et Zafrina ont une relation très fusionnelle ; Zafrina s’exprime au nom de Senna autant que du sien. Zafrina a le pouvoir de créer des illusions extrêmement vivaces.
Huilen a cent cinquante ans et est originaire du peuple Mapuche. Elle a une sœur, Pire, qui est très belle. Un vampire s’amourache d’elle et la rend enceinte. Pire décide de garder l’enfant et commence à se nourrir du sang d’animaux vivants. Quand Nahuel naît, il tue Pire pour sortir du ventre de sa mère et Huilen accepte de l’élever, comme sa sœur lui a demandé. Or, il mord Huilen, ce qui la transforme en vampire.
Le père de Nahuel et de trois filles hybrides est un vampire qui s’appelle Joham. Il se considère comme une scientifique et pense fonder une super-race en créant des hybrides.

### Autres vampires
La dirigeante du clan des Irlandais est Siobhan, une femme décrite comme grosse et magnifique. Son compagnon s’appelle Liam. Tous deux font entièrement confiance pour les décisions à une membre plus récemment arrivée, Maggie, qui a pour don de deviner quand on lui ment. Siobhan a peut-être le pouvoir de plier les événements à sa volonté. Elle considère avoir seulement un bon sens de l'organisation, mais Carlisle pense qu'il s'agit d'un don. Quand Siobhan intègre Maggie au clan, elle parvient à faire changer d'avis Liam, qui s'y opposait fermement jusque-là.
Amun et sa compagne, Kebi, sont les chefs du clan égyptien. Ils adoptent deux membres plus jeunes, Tia et Benjamin. Benjamin est à peine plus vieux qu’un adolescent et a un pouvoir extrêmement rare : il peut manipuler les éléments.
Alistair est un Anglais misanthrope. Il reçoit une visite par an de Carlisle, qu’il considère son ami le plus proche et refuse de voir plus souvent, aimant trop la solitude. Il a un pouvoir de traqueur, mais son pouvoir est limité.
Les vampires roumains sont à l’époque si sûrs d’eux et arrogants qu’ils s’autorisent à se fossiliser ; en incendiant leurs châteaux, les Volturi forcent Stefan et Vladimir à se déplacer à nouveau, leur évitant de se figer définitivement. Ils sont les prédecesseurs des Volturi, et s’affirment beaucoup plus « honnêtes », ne cachant pas leurs motifs ultérieurs comme le font les Volturi en prétendant servir l’ordre et la loi. Vladimir et Stefan conduisent une vendetta contre les Volturi depuis l’assassinat de leur clan. Ils espèrent pouvoir fragiliser les Volturi, quitte à mourir eux-mêmes, pour que quelqu’un d’autre finisse le travail de la déchéance des vampires italiens. Vladimir souhaite se venger d’Alec en particulier, qui a tué beaucoup de ses proches. Vladimir est brun et Stefan a les cheveux gris ; leur peau est poudreuse comme celle des Volturi, mais leurs yeux ne sont pas voilés. Ils sont tous deux de petite stature.

## Habitants de La Push

### Caractéristiques des modificateurs

#### Origines
Un nom plus exact pour les loups-garous est « modificateurs ».
Les indiens Quileutes vivant à La Push (la réserve près de Forks) sont, d'après leurs légendes, les descendants de loups sauvages. Ils auraient combattu des centaines d'années auparavant contre des sang-froids (vampires) et gagné de justesse grâce au sacrifice de la troisième épouse du chef.
La légende veut que Taha Aki, ancêtre des Quileutes, ait vu son enveloppe corporelle volée par un rival pendant un voyage sous forme d'esprit. Ne pouvant pas réintégrer un corps, il le voit usuerper sa place. Taha Aki possède alors le corps d'un grand loup et revient au village. Voyant sa tribu flouée par l'usurpateur, Taha Aki est submergé par la rage et ce sentiment est trop humain pour le loup, qui se transforme en être humain en lequel la tribu reconnaît l'esprit de Taha Aki. Taha Aki vit alors une longue vie et s'imprègne de sa troisième femme. Or, un jour, il croise la route d'un vampire. Les loups se rendent compte qu'ils ne peuvent le blesser qu'à coups de crocs. Ils se battent donc contre le vampire, qui tue le fils de Taha Aki et met le vieux chef en difficulté. La troisième femme de Taha Aki comprend qu'il lui faut une diversion et elle se plante un couteau dans le cœur. Le vampire est déconcentré par le sang et perd le combat, mais la troisième femme meurt.
Les loups-garous doivent garder le secret même avec leur propre famille : Embry, qui est encore un jeune adolescent, est puni quotidiennement par sa mère à qui il ne peut pas expliquer qu'il est un loup et qu'il monte la garde.

#### Caractéristiques physiques
Les vampires sont les ennemis naturels des loups-garous et en sont les uniques prédateurs, d'après les légendes quileutes. Les loups-garous courent plus vite que les vampires, mais nagent beaucoup moins rapidement. Ils sont nyctalopes. Les métamorphes ont vingt-quatre paires de chromosomes, au lieu des vingt-trois habituellement présentes chez les humains.
Les loups échangent par télépathie sous leur forme animale uniquement. La télépathie n'est pas affectée par la distance ; en tout cas, elle s'étend à 400 km sans difficulté. Les alphas de deux meutes concurrentes peuvent discuter par télépathie, mais contrôlent ces conversations. Quand Bella protège un loup, tous les autres sont protégés, en vertu de leurs pouvoirs de télépathie.
Leur forme animale est décrite comme « cinq fois plus grosse » que leur forme humaine. À la transformation, leurs vêtements sont détruits. Les loup-garous ont une température corporelle plus élevée que la normale, de 42 à 43 degrés. Ils peuvent être blessés, mais guérissent très vite. Jacob fait remarquer que les talents de cicatrisation des loups sont bien pratiques, leur fièvre constante les empêchant de pouvoir visiter un médecin. La longueur des cheveux correspond à la longueur du poil des loups.
Les loups-garous ne vieillissent pas tant qu'ils ne peuvent pas se contrôler. Quand ils apprennent à se contrôler suffisamment, ce qui prend plusieurs années, ils peuvent reprendre le cours de leur vie. Ils vieillissent cependant très vite avant leur première transformation : Jacob, bien qu'ayant seulement seize ans, a le corps d'un homme de vingt-cinq ans.
L'Alpha de la meute, Sam Uley dans le cas des Protecteurs, peut donner des ordres aux autres loups. Il est alors physiquement impossible aux autres loups d'ignorer ces instructions, qu'ils appellent des injonctions. Les injonctions de Jacob, qui est le second de Sam, ne peuvent pas non plus être ignorées. 
La première transformation peut arriver plus tôt en cas d'émotion négative forte. Il n'est pas évident de se transformer : la transformation peut être complexe ou exiger un certain temps. Elle est plus facile pour les descendants de chefs.
Pour les vampires, les loups ont une odeur très animale, proche de celle des animaux qu'ils chassent. Si leur sang attire les vampires comme celui des humains, l'odeur suffit à les dégoûter. Une morsure de vampire suffit à tuer un loup-garou.

#### Imprégnation
Jacob décrit l'imprégnation comme la gravité : « Lorsque tu vois ton âme sœur, c’est comme si, tout à coup, tu ne dépendais plus de l’attraction terrestre, mais de celle qu’elle exerce sur toi. Plus rien ne compte, sauf elle. [...] Tu te transformes en celui qu’elle veut, protecteur, amant, ami ou frère.  ».
Les règles du secret ne s'appliquent pas aux personnes imprégnées des loups-garous, qui peuvent donc leur dévoiler leur nature.
Sam exprime la théorie que l'imprégnation sert à perpétuer la lignée des métamorphes, afin de créer des familles nombreuses et puissantes. Cela suggère que Leah pourrait être infertile, n'ayant pas de menstruations pendant la transformation et ne s'étant pas imprégnée, malgré son ascendance prestigieuse.

### Jacob Black
Jacob Black est un loup-garou. Il apparaît pour la première fois lors de la remis de la voiture a bella dans le chapitre 1 . Bella ne le reconnaît pas et le qualifie de « gamin ».
Il a alors quinze ans et porte les cheveux noirs attachés par un élastique. Son visage porte encore les rondeurs de l'enfance. Dès la fin du premier tome, son physique change : il mesure 1,88 mètre. Au début du deuxième tome, Jacob mesure désormais 1,95 mètre et a gagné du muscle. Bella reconnaît à peine Jacob quand il subit ses premières transformations : il a tondu son crâne et semble avoir vieilli, son visage plus dur qu'avant et son air avenant envolé.
Bella fait le vœu d'être la sœur de Jacob, ce qui réglerait mieux ses sentiments envers lui : elle n'éprouve rien de romantique, mais aime tout de même Jacob.
Jacob a un pelage brun-roux.

### Meute de Sam Uley
Sam Uley est un Indien de La Push. Il a deux ans de plus que Bella. Dès la première visite de Bella à la réserve, il affirme que les Cullen ne sont pas bienvenus sur les terres quileutes. Sam Uley est le chef des loups-garous. Sa meute se surnomme « Les Protecteurs ».
À sa transformation, Sam abandonne ses plans d'étudier à la fac, et Jacob s'irrite que personne ne le lui reproche alors que la sœur aînée de ce dernier a été durement réprimandée quand elle a interrompu ses études pour se marier. Au début de la constitution du groupe, Sam observe Jacob de près, espérant une transformation rapide, ce qui irrite Jacob qui ne veut pas un statut plus élevé seulement parce qu'il est descendant de chefs. Sam se transforme pour la première fois avant l'arrivée de Bella à Forks ; croyant devenir fou, il garde sa forme animale pendant deux semaines avant de regagner assez de contrôle pour redevenir humain. Quil senior, Billy et Harry ont vu leurs grands-pères muter et sont donc au courant de l'existence des loups. Ils accompagnent Sam dans son parcours. Il n'a jamais connu son père. Sam et Leah sortent ensemble depuis plusieurs années quand il commence à se transformer. Il ne peut rien révéler à Leah, mais lui donne des indices pour qu'elle puisse deviner la situation et leur couple tient bon. Un jour, Emily Young, la cousine de Leah, vient passer le week-end depuis la réserve Makah, et Sam s'imprègne d'elle.
Sam en veut à Bella d'avoir laissé les Cullen réintégrer sa vie : sachant qu'il est loup-garou et a défiguré sa fiancée à cause d'eux, tandis que Bella a été plongée dans une profonde dépression à cause d'Edward, il s'attendait à avoir une alliée contre les vampires. Sous forme de loup, Sam est extrêmement imposant et a le pelage parfaitement noir.
Les deux premiers loups-garous sous la coupe de Sam sont Jared et Paul. Sam a vingt-et-un an, Paul en a seize et a du mal à contrôler sa colère. Sous sa forme animale, Paul a le pelage argent sombre. 
Jared Cameron est le deuxième loup de la tribu à s’être transformé, après Sam. Quand Jacob quittera la meute, il deviendra donc le Beta de Sam. Lorsqu'il est loup, il a la fourrure brune. Jared s'imprègne de Kim, une fille de sa classe à qui il n'a jamais fait attention mais qui s'est entichée de lui.
Embry est mince et presque aussi grand que Jacob, avec des cheveux longs. Quil est petit et trapu, ses cheveux coupés très courts. Tous trois sont inséparables avant le début des transformations et Embry possède une moto de trial.
Quil Ateara et Embry Call sont inséparables et les meilleurs amis de Jacob avant la transformation. Le prénom de Quil se transmet de génération en génération, tandis qu'Embry tient son nom d'une vedette de feuilleton télévisé. Tous deux sont très susceptibles au sujet de leur prénom. La mère d'Embry arrive de la réserve Makah alors qu'elle est enceinte de lui. Elle n'est pas Quileute, et son fils est loup-garou, ce qui signifie que le père est le grand-père de Quil, le père de Sam ou le père de Jacob, tous trois mariés à l'époque. Embry est mince et gris, tacheté de noir sur le dos.
Le grand-père maternel de Jacob est l'arrière-grand-père de Quil. Quil s'imprègne quant à lui de la nièce d'Emily, Claire, une enfant de deux ans. Jacob explique qu'il ne s'agit pas d'un amour romantique dans un premier temps : « Quil sera le meilleur grand frère que Claire n’aura jamais. Pas un bébé sur la planète ne bénéficiera d’autant de soins que cette petite fille. Plus tard, quand elle aura besoin d’un confident, il sera plus compréhensif et digne de confiance que n’importe qui. Adulte, il lui apportera le même bonheur que celui que partagent Emily et Sam ». Quil est brun chocolat, plus clair au niveau de la gueule. Il ne tient pas en place.

### Famille Clearwater
Harry Clearwater prépare du poisson frit dont Charlie raffole. Harry et Sue Clearwater ont deux enfants. L'aînée a un an de plus que Bella et s'appelle Leah ; Bella la décrit comme « belle - d'une beauté exotique ». Seth a quatorze ans au début de Tentation. Il voue manifestement un culte à Jacob. Sue Clearwater remplace son mari au conseil de La Push après sa mort.
Leah Clearwater est la première femme de l'histoire à avoir une forme lupine. Leah a un pelage gris clair et est beaucoup plus menue que les loups masculins.
Seth Clearwater a le poil couleur sable et manque de coordination.

### Autres membres du clan
Le père de Jacob Black, Billy Black, est handicapé moteur et se déplace en fauteuil roulant. Il vend sa camionnette Chevrolet à Charlie très bon marché lorsque ce dernier cherche une voiture pour sa fille. Billy est décrit comme obèse, aux joues affaissées et à la peau brune ridée. Il est terrifié par les Cullen dans le premier livre. Il est de caractère taciturne. Après la mort de Harry Clearwater, Billy Black passe beaucoup de temps chez sa veuve pour lui tenir compagnie.
Rachel et Rebecca Black sont les deux grandes soeurs de Jacob. Quand Bella est enfant, Charlie et Billy laissent leurs filles ensemble pendant leurs parties de pêche, mais elles sont toutes trois trop timides pour se lier d'amitié. Les jumelles ont un an de plus que Bella. Rebecca est mariée à un surfeur et vit à Hawaii ; Rachel étudie à l'université de Washington et pendant ses vacances au cours du troisième tome, rentrant à la Push, Paul s'imprègne d'elle.
Sam est fiancé à Emily, dont il s'est imprégné alors qu'il était en relation stable avec sa cousine, Leah Clearwater. Emily a des longs cheveux noirs et est décrite comme extrêmement belle, avant l'accident : au début de ses transformations, Sam, qui ne sait pas se contrôler, l'attaque sous sa forme de loup et la défigure définitivement. Trois épaisses griffures traversent la partie droite de son visage, de la racine des cheveux au menton, déformant son œil droit et ses lèvres. Les cicatrices continuent le long de son bras droit, jusqu'à sa main. Emily est décrite comme joyeuse, ne tenant jamais en place.
Collin et Brady sont les deux derniers loups transformés. Ils ont treize ans.

## Enfants de la Lune
Les Enfants de la Lune, ou loups-garous, sont décrits comme les plus farouches ennemis des vampires depuis la nuit des temps. Caïus affirment que les vampires ont dû les chasser jusqu’à les exterminer, au moins en Europe et en Asie. Edward les différencie des modificateurs quileutes, qui se transforment quand ils le veulent et ne peuvent pas infecter quelqu’un pour le transformer à son tour. Les Enfants de la Lune sont généralement solitaires et ne peuvent pas se contrôler. Ils terrifient Caïus, qui a failli perdre un combat contre l’un d’entre eux. Ils se transforment à la pleine lune, mais ne peuvent pas être arrêtés par des balles d’argent : il s’agit d’un mythe inventé par les humains pour se rassurer.